# Dominique von Burg
Dominique von Burg, né en 1946, est un journaliste suisse.

## Biographie
- 1969 : Journaliste à la Tribune de Genève
- Séjour aux USA
- 1979 : Journaliste à la Télévision suisse romande, coproducteur de Temps présent, de Droit de cité et rédacteur en chef du téléjournal
- 2000 : rédacteur en chef de La Tribune de Genève
- 2006 : démission du poste de rédacteur en chef et retour comme journaliste dans le même quotidien

Il est président du Conseil suisse de la presse.
Depuis 2020, il siège au Conseil municipal de la Ville de Carouge, en tant que membre du Parti socialiste suisse.